# Arhythmorhynchus tringi
Arhythmorhynchus tringi är en hakmaskart som beskrevs av Ivan Alekseevich Gubanov 1952. Arhythmorhynchus tringi ingår i släktet Arhythmorhynchus och familjen Polymorphidae. Inga underarter finns listade i Catalogue of Life.